# کاستلینالدو
کاستلینالدو (به ایتالیایی: Castellinaldo d'Alba) یک کومونه در ایتالیا است که در استان کونیو واقع شده‌است.

## خصوصیات
کاستلینالدو ۷٫۹ کیلومترمربع مساحت و ۸۸۱ نفر جمعیت دارد.